# 高橋栄樹
高橋 栄樹（たかはし えいき、1965年1月20日 - ）は、日本の映画監督、ミュージック・ビデオ ディレクター。東北学院榴ヶ岡高等学校、日本大学芸術学部映画学科映像コース卒業。岩手県盛岡市出身。

## 略歴
大学生時代、ウィリアム・S・バロウズに関するビデオアート作品『Alone at Last』を制作し第2回ビデオテレビジョンフェスティバルでグランプリを受賞。ビル・ヴィオラらとともに作品上映され、以降ミュージック・ビデオ（MV）ディレクターとしての活動を開始する。1990年凸版印刷映像部に入社。そこでも数多くのMVを手がける。
中でもTHE YELLOW MONKEYの楽曲を多数手掛け、「SPARK」以降の楽曲（「パール」、「プライマル。」以外）のMVを監督。他にも『BLUE FILM』などの映像作品も手掛け、吉井和哉から「第5のメンバー」とまで言われるようになった。
1997年に、SPACE SHOWER Music Video Awardsで、ベストディレクター賞を受賞。3年後の2000年には、ゆずの「飛べない鳥」が、BEST YOUR CHOICEを受賞した。
1999年に、『trancemission トランスミッション』で映画監督デビューを飾る。
2006年、ヴィム・ヴェンダース監督の写真展『尾道への旅』のドキュメンタリーを制作、監督したが、もともとは同監督の1990年『夢の崖てまでも』の日本ロケに参加しており、その際にU2の"Night and Day"のMVの編集アシスタントも手がけていた。
メジャー作品としては日本で初めて、一眼レフカメラキヤノン EOS 5D Mark IIを使用してMVを監督した（AKB48「10年桜」）。
2014年、アートプログラム「Moving Distance：2579枚の写真と11通の手紙」（主催：東京芸術劇場（公益財団法人東京都歴史文化財団）、豊島区）にて、映像作品"after"を発表する。同作品は、宮城県山元町で撮影され、ナレーションに元AKB48の仲谷明香が参加、詩人の和合亮一がテキストの書き下ろしで参加している。

## 作品

### ミュージック・ビデオ
- ICEMAN -「SOMETHING FEEL LIKE HEAVEN」
- ACCESS -「 Only the love survive」
- 飯塚真弓 -「星空にお祈り」
- =LOVE - 「桜の咲く音がした」「知らんけど」
- いしだ壱成 -「MOON DANCE」
- 板野友美 -「10年後の君へ」
- 今井絵理子 -「Our Relation」
- 上戸彩 -「風」
- 上松秀美 -「Dear Lady」
- AKB48 -「軽蔑していた愛情」「夕陽を見ているか?」「桜の花びらたち2008」「大声ダイヤモンド」「10年桜」「涙サプライズ!」「言い訳Maybe」「RIVER」「ポニーテールとシュシュ」「君について」「君の背中」 「上からマリコ」「夢の河」「ギンガムチェック 〜高橋栄樹監督ver.〜」「永遠プレッシャー」「走れ!ペンギン」「涙のせいじゃない」「Party is over」「今日までのメロディー」「制服の羽根」「Reborn」「47の素敵な街へ」「唇にBe My Baby」「気づかれないように…」「#好きなんだ」「サヨナラで終わるわけじゃない」「センチメンタルトレイン」「サステナブル」「最後の最後まで」
- SKE48 -「枯葉のステーション」
- HKT48 -「大人列車」「12秒」
- NGT48 -「私のために」
- HIM -「ETERNAL」
- エレファントカシマシ -「普通の日々」「あなたのやさしさをオレは何に例えよう」
- cali≠gari -「マグロ」
- 河田純子 -「白い色は恋人の色」
- 久保田利伸 -「Messengers' Rhyme 〜Rakushow, it's your Show!〜」「Candy Rain」
- グラスバレー -「WE CAN DO」「LOVE TOUCH」「FLOWER FLOWER」「虹のある街」「D2」「ルードなkissをルーズにしたい」「EACH OF LIFE」「マニュアルピープル」
- 栗原良次 -「青い夜」
- GLAY -「Yes, Summerdays」「生きてく強さ」
- conyisland jerryfish -「夜の帰り道」
- 近藤真彦 -「愛はひとつ」
- 今野登茂子 -「Black Christmas」
- THE YELLOW MONKEY -「SPARK」「楽園」「LOVE LOVE SHOW」「BURN」「球根」「離れるな」「SUGAR FIX」「MY WINDING ROAD」「SO YOUNG」「バラ色の日々」「聖なる海とサンシャイン」「SHOCK HEARTS」「BRILLIANT WORLD」「ジュディ」「Romantist Taste 2012」「BEAUTIFUL（吉井和哉）」「バッカ（吉井和哉）」
- 佐野元春 -「経験の唄」「君が気高い孤独なら」
- サンタラ -「バニラ」「思い過ごしの効能」「WAIT,CATCH & RUN」
- 柴咲コウ -「Trust my feelings」
- SWITCH STYLE -「真空の森」
- SKOOP ON SOMEBODY -「Amanogawa」
- serial TV drama -「桃源郷エイリアン」
- 高木完 -「フッドラム東京」
- 高中正義 -「INTO THE SKY」
- 高橋克典 -「君を愛してる 〜NEW LIFE〜」「Diamond Tears」
- 田辺マモル -「かっこいいぜ！　松岡修造」「フライ・ハイ」
- DOVE -「丘にある椅子」
- 知念里奈 -「PINCH～Love Me Deeper～」
- CHAGE&ASKA -「C-46」「太陽と埃の中で」「そんなもんだろう」「good time（ASKA）」
- T.M.Revolution -「HEART OF SWORD 〜夜明け前〜」「LEVEL 4」
- DEEN -「Birthday Eve ～誰よりも早い愛の歌」「太陽と花びら」
- dip -「waiting for the light」
- TWO OF US -「素晴らしき人生」
- トミタ栞 -「線香花火」
- TOMOVSKY -「あのハナシのつづき」
- TRANSTIC NERVE -「WAKE UP YOUR MIND'S JESUS」
- 永井真理子 -「日曜日が足りない」
- 長沢有起 -「はじまりのkissをして」
- ≒JOY - 「≒JOY」「笑って フラジール」「超孤独ライオン」「その先はイグザルト」
- 虹のコンキスタドール -「キミは無邪気な夏の女王～This Summer Girl Is an Innocent Mistress～」
- 乃木坂46 -「おいでシャンプー」「いつかできるから今日できる」
- ≠ME - 「≠ME」
- 爆風スランプ -「マンビー人生」
- 橋本健次 -「今夜は微熱」
- hanaco with PUFFY -「MOTHER」
- pal@pop -「空想X」
- ひふみかおり -「明けない空」「喜びの詩」
- pool bit boys -「lunatic treasure」
- 福田沙紀 -「アタックNo.1 2005」
- Paper Moon（真田広之&BEGIN）-「Paper moon再会のテーマ」
- BOYO-BOZO -「JUMP!」
- My Little Lover -「Topics」
- MATSURI「アヴァンチュール中目黒」
- Mr.Children -「終わりなき旅」
- ミツキヨ（及川光博・忌野清志郎のユニット）-「強烈ロマンス」
- 明和電機 -「明和電機社歌」「エーデルワイス」「ツクバリバリ伝説」「地球のプレゼント」「サバオの歌」「風のピタゴラス」
- 森若香織 -「Happy fine day」
- 山瀬まみ -「あ 不思議な気持ち」
- 山田孝之 -「真夏の天使 〜All I want for this Summer is you〜」
- ゆず -「飛べない鳥」
- RIZE -「Dream Catcher」
- ラストアイドル -「君のAchoo!」「愛を知る」
- YBO2 -「CANNON」

### 映画
- trancemission トランスミッション（1999年）監督
- Jam Films2「CLEAN ROOM」（2003年）監督
- コネコノキモチ（2011年）監督
- DOCUMENTARY of AKB48 Show must go on 少女たちは傷つきながら、夢を見る（2012年）監督
- DOCUMENTARY of AKB48 NO FLOWER WITHOUT RAIN 少女たちは涙の後に何を見る?（2013年）監督
- パンドラ ザ・イエロー・モンキー PUNCH DRUNKARD TOUR THE MOVIE（2013年）監督
- DOCUMENTARY of AKB48 The time has come 少女たちは、今、その背中に何を想う?（2014年）監督
- アニバーサリー 「記念日が行方不明」（2016年）監督
- 僕たちの嘘と真実 Documentary of 欅坂46（2020年）監督

### ドラマ
- Hammerhead（2001年、BS-i）監督
- 世にも奇妙な物語 秋の特別編「あしたのあたし」（2018年、フジテレビ）演出
- 猿に会う（2020年、dTV）監督
- MADDER その事件、ワタシが犯人です（2025年、関西テレビ）監督

### 映像作品
- ヴィム＆ドナータ・ヴェンダース 写真展ドキュメンタリー『Journey of ONOMICHI 尾道への旅』
- 生田絵梨花「1/24物語」（2012年）
- 生駒里奈「潜水1.1M」（2012年）
- after（2014年）監督 after〈前編〉after〈後編〉
- 生駒里奈＆伊藤万理華「あわせカガミ」（2015年）
- 「踊る大宣伝会議、(略)」或いは私は如何にして踊るのをやめてゲームのルールを変えるに至ったか。 Season 2 （ネスレシアター）
- AKB48 Team 8 9年間のキセキ（2023年)[2]

### WEB CM
- Canon EOS 7D -Short Film- The Passage
- Canon EOS kiss X4 -Short Film- Book of Days
- JINS 花粉CUT〜人間VS花粉〜 (2015年)